# Éléonore Beaufort
Éléonore Beaufort (née vers 1431 ou 1433 – décédée le 16 août 1501) était la fille d'Edmond Beaufort, 1er duc de Somerset, et de son épouse, Éléonore de Beauchamp. Elle est la sœur des deuxième et troisième ducs de Somerset.
Elle épouse James Butler, 1er comte de Wiltshire, Lord lieutenant d'Irlande, probablement vers avril 1458. Lorsque la guerre des Deux-Roses éclate, il se range du côté de la maison de Lancastre. Après la sanglante bataille de Towton (1461) qui voit la victoire de ses ennemis, il est pourchassé comme traître, capturé à Cockermouth et exécuté la même année.
Éléonore épouse ensuite Sir Robert Spencer, vers 1470.[réf. nécessaire] Elle a deux filles avec lui : 
- Catherine Spencer (1477–1542), mariée au 5e comte de Northumberland, Henry Percy.
- Margaret Spencer (née vers 1472), mariée à Sir Thomas Carey.